# Takahiro Ōhara
Takahiro Ōhara (japanisch 大原 卓丈 Ōhara Takahiro; * 6. Dezember 1986 in Fukushima) ist ein ehemaliger japanischer Fußballspieler.

## Karriere
Ōhara erlernte das Fußballspielen in der Schulmannschaft der Fukushima Higashi High School und der Universitätsmannschaft der Tokai-Universität. Seinen ersten Vertrag unterschrieb er 2009 bei Tokushima Vortis. Der Verein spielte in der zweithöchsten Liga des Landes, der J2 League. 2010 wechselte er zu Grulla Morioka. 2012 wechselte er zum Fukushima United FC. Am Ende der Saison 2012 stieg der Verein in die Japan Football League auf. Am Ende der Saison 2013 stieg der Verein in die J3 League auf. Ende 2015 beendete er seine Karriere als Fußballspieler.